# Aérodrome de Siguiri
L'aérodrome de Siguiri est un aérodrome desservant Siguiri, un port fluvial de l'ouest de la Guinée.

## Situation
| \| 50 km1:11 257 000 \| Conakry Kamsar Boké Fria Labé Faranah Kankan Siguiri Kissidougou Macenta Kérouané - Gbenko N'Zérékoré |
| 50 km1:11 257 000 |